# (7080) 1986 RS1
1986 أر أس 1 (ويعرف أيضًا باسم (7080) 1986 أر أس 1 وفق تسمية الكوكب الصغير) (بالإنجليزية: 1986 RS1)‏ هو كويكب ضمن حزام الكويكبات؛ وترتيبه 7080 من حيث الاكتشاف.
اكتُشف هذا الجُرم الفلكي بواسطة Antonín Mrkos ‏ في 5 سبتمبر 1986.

## وصلات خارجية
- (7080) 1986 RS1 في قاعدة بيانات مختبر الدفع النفاث لأجرام النظام الشمسي الصغيرة

- الاكتشاف · مخطط المدار ·  العناصر المدارية · المعلمات المادية

- (7080) 1986 RS1 على موقع ويكي سكاي: DSS2, SDSS, GALEX, IRAS, Hydrogen α, X-Ray, Astrophoto, Sky Map, Articles and images